# Back to Tennessee
Back to Tennessee è l'undicesimo album in studio del cantante statunitense Billy Ray Cyrus, pubblicato nel 2009.

## Tracce
1. Back to Tennessee – 4:12 (Billy Ray Cyrus, Tamara Dunn, Matthew Wilder)
2. Thrillbilly – 3:22 (J.R. Shelby, Marty Dodson, Danny Orton)
3. He's Mine – 3:44 (Casey Beathard, Tim James, Phil O'Donnell)
4. Somebody Said a Prayer – 4:06 (Neil Thrasher, Craig Wiseman)
5. A Good Day – 4:08 (Danny Orton, Jennifer Schott)
6. I Could Be the One – 3:03 (Jay Knowles, Thom McHugh)
7. Like Nothing Else – 4:25 (Blair Daly, Troy Verges, Barry Dean)
8. Country as Country Can Be – 3:25 (Cyrus, Beathard, Mick Adkins)
9. Love Is the Lesson – 3:46 (Rivers Rutherford, Steve McEwan)
10. Give It to Somebody – 3:41 (Jeffrey Steele, Tom Hambridge)
11. Real Gone – 3:40 (Sheryl Crow, John Shanks)
12. Butterfly Fly Away [Extended Version] (with Miley Cyrus) – 4:44 (Glen Ballard, Alan Silvestri)